# L'Huisserie
L'Huisserie es una población y comuna francesa, en la región de Países del Loira, departamento de Mayenne, en el distrito de Laval y cantón de Saint-Berthevin.
En su territorio passa el Río Jouanne.

## Demografía
| 732 | 812 | 1651 | 2290 | 2863 | 3592 |
| Para los censos de 1962 a 1999 la población legal corresponde a la población sin duplicidades (Fuente: INSEE [Consultar]) |     |      |      |      |      |

## Galería fotográfica

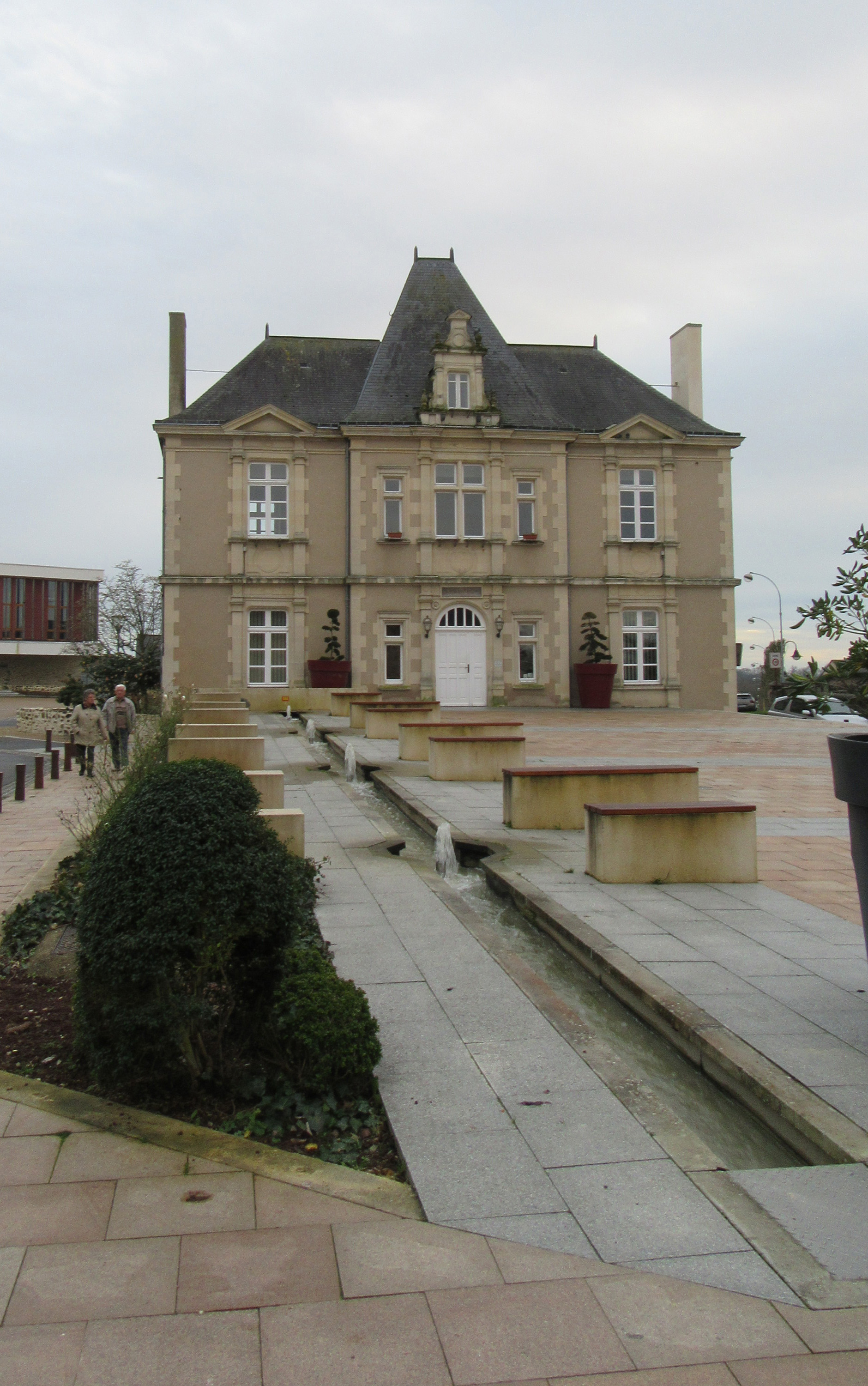
El palacio munipal